# Старореченский
Старореченский — хутор в Отрадненской сельской территории городского округа город Михайловка Волгоградской области России.

## История
В 1966 г. Указом Президиума ВС РСФСР хутор отделения № 2 совхоза «Отрадное» переименован  в Старореченский.

## География
Расположен в северо-западной части области, в лесостепи, в пределах Приволжской возвышенности.
Абсолютная высота 70  метров над уровня моря .

## Население
| 2010 |
| ---- |
| 181  |

Гендерный состав
По данным Всероссийской переписи населения 2010 года в гендерной структуре населения из 181 человек мужчин — 88, женщин — 93 (48,6 и 51,4 % соответственно).
Национальный состав
Согласно результатам переписи 2002 года, в национальной структуре населения
русские составляли 88 % из общей численности населения в 173 человек

## Инфраструктура
Было развито сельское хозяйство, действовало отделение № 2 совхоза «Отрадное».
Личное подсобное хозяйство.